# نوشیدنی روزانه
«نوشیدنی روزانه» (انگلیسی: Day Drinker) یک فیلم دلهره‌آور آمریکایی آماده اکران به کارگردانی مارک وب و نویسندگی زک دین با بازی جانی دپ، پنه‌لوپه کروز و مدلین کلاین است.

## خلاصه داستان
یک متصدی بار در یک قایق تفریحی خصوصی با یک مرد مرموز که مدام مشروب می‌خورد، آشنا می‌شود، اما به طور غیرمنتظره‌ای درگیر یک ماجرای جنایی می‌شوند...

## ساخت
فیلمبرداری در ۱۴ آوریل ۲۰۲۵ در اسپانیا آغاز شد.